# Die Sendung mit der Maus

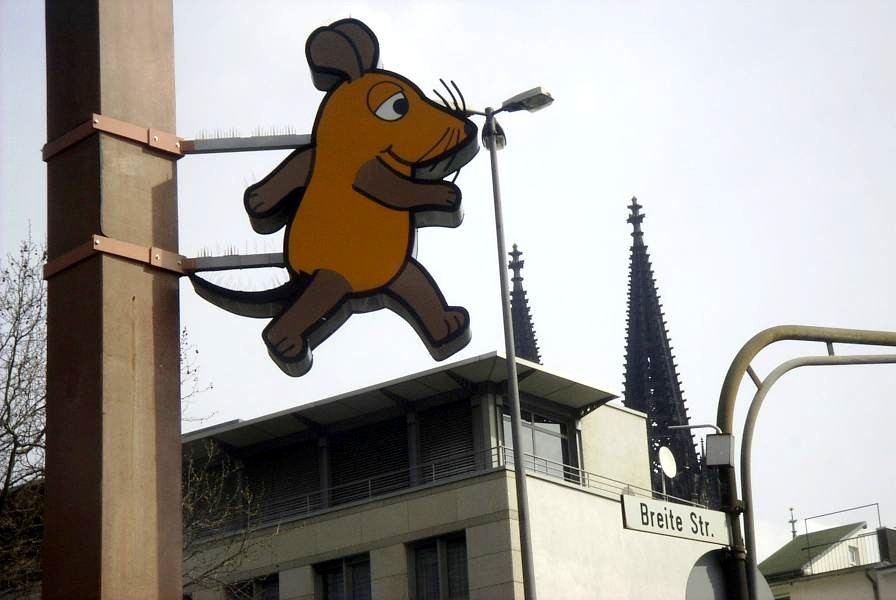
De Maus bij het WDR-gebouw in Keulen

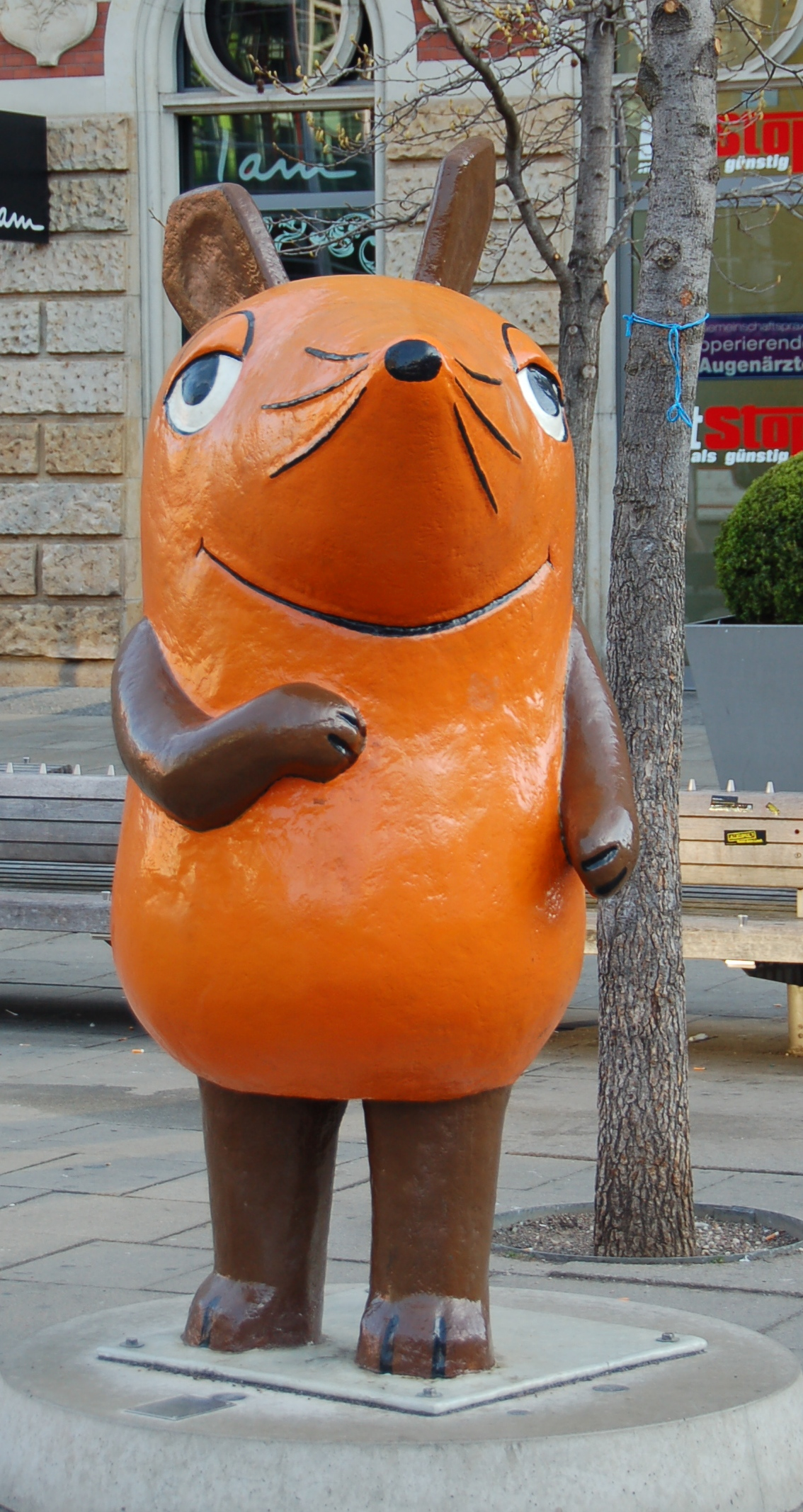
De Maus in Erfurt

Die Sendung mit der Maus is een programma van de Duitse televisie. Oorspronkelijk heette het Lach- und Sachgeschichten für Fernsehanfänger. Uitzending ervan begon in 1971. Het programma heeft deels een educatieve doelstelling. Ondanks dat het een kinderprogramma is, was de gemiddelde leeftijd van kijkers in Duitsland in 2005, volgens de krant Welt am Sonntag, negenendertig jaar.
Het programma wordt geproduceerd door de Duitse regionale omroepen WDR, RBB, SR en SWR, en wordt sinds het begin uitgezonden op Das Erste, (ARD), op zondagochtend. De animator was Friedrich Streich.

## Opzet
Vermakelijke tekenfilmpjes (bijvoorbeeld die van de muis en de olifant of het molletje) worden afgewisseld met leerzame filmpjes. Oorspronkelijk was het programma voornamelijk rond die leerzame filmpjes opgebouwd. Armin Maiwald, de "presentator" en uitvinder, sinds 1983 Christoph Biemann (oorspronkelijk de regisseur) en sinds 1999 Ralph Caspers, leggen op eenvoudige wijze (in de zogenaamde Sachgeschichten) min of meer complexe zaken en thema's uit als: het oude Rome, wereldrampen, wiskundige en natuurkundige principes, het Duitse politieke systeem, ruimtevaart, internet, de wederopbouw na de Tweede Wereldoorlog en vooral ook hoe verscheidene producten worden gemaakt (van potlood en bierblikje tot vliegtuig en tennisbal).

## Betekenis voor Nederland
Onder de titel Het Programma met de Muis werd het ook enkele jaren door de Nederlandse televisie uitgezonden, totdat het in 1976 werd vervangen door Sesamstraat. Er werd in een bepaalde periode ook een Nederlandstalige versie op de Duitse TV uitgezonden, alsook anderstalige versies. Het programma was namelijk ook bij het Nederlandse publiek populair. In grote delen van Nederland kon men in de jaren 1970 en 1980 via de antenne (en in de Randstad ook via cai-systemen) Duitse tv-zenders ontvangen. Veel Nederlandse kinderen raakten zo vertrouwd met de Duitse kindertelevisieprogramma's.

## Prijzen
- 1973 - Gouden Bambi
- 1988 - Adolf-Grimme-Preis, goud
- 1991 - Preis der beleidigten Zuschauer (een ironische Duitse mediaprijs)
- 1993 - Deutscher Fernsehpreis, Speciale prijs voor het redactieteam
- 1993 - Telestar
- 1995 - Bayerischer Fernsehpreis
- 1995 - Bundesverdienstkreuz voor Armin Maiwald en Christoph Biemann
- 1997 - Goldene Kamera
- 2006 - Deutscher IQ-Preis

Verder kreeg het programma ongeveer 75 nationale en internationale prijzen.